# Paagou-Peulh
Ne doit pas être confondu avec Paagou.
Paagou-Peulh est une localité située dans le département de Bartiébougou de la province de la Komondjari dans la région Est au Burkina Faso.

## Santé et éducation
Le centre de soins le plus proche de Paagou-Peulh est le centre de santé et de promotion sociale (CSPS) de Bartiébougou tandis que le centre médical avec antenne chirurgicale (CMA) se trouve à Gayéri.
Le village possède une école primaire publique.